# János Németh
János Németh (Budapest, 12 de junio de 1906 † 5 de marzo de 1988, Madrid) fue un jugador y entrenador húngaro de waterpolo.

## Biografía
János 'Jim' Németh ganó dos oros olímpicos en 1932 y en 1936. Fue internacional de 1929 a 1939. Sólo perdió un partido de los 110 que disputó con su selección. Es ganador de 3 títulos Euopeos de waterpolo: 1931, 1934 y 1938. En 1938 los húngaros defendían su título europeo y lo consiguieron ganando en la final por 9 a 2. Nemeth consiguió 8 de los 9 goles.
En su época como entrenador, Nemeth en 1948 dirigió a la selección húngara que ganó la medalla de plata en las olimpiadas. En 1956 pasó a ser entrenador de la selección española. 

## Títulos
Como jugador de waterpolo de la selección de Hungría
- Oro en el campaonato de Europa de 1938 en Londres.
- Oro en los juegos olímpicos de Berlín 1936.
- Oro en el campaonato de Europa de 1934 en Magdemburgo.
- Oro en los juegos olímpicos de Los Ángeles 1932.
- Oro en el campaonato de Europa de 1931 en París.